# Claudinus Jakab
Claudinus Jakab (18. század) bölcsészdoktor, katolikus pap.

## Élete
Turopolyáról (horvátul Turopolje) származott, 1733. július 11.-én iratkozott be a wittenbergi egyetemre, ahol 1735-ben hittudor lett és szeptemberében visszatért hazájába. 1740 májusában Szennára rendeltetett papnak.

## Munkái
Disputatio philosophica de sublimi in scienciis. Vittebergae, 1734